# Wołodymyr Konowalczuk
Wołodymyr Dmytrowycz Konowalczuk, ukr. Володимир Дмитрович Коновальчук, ros. Владимир Дмитриевич Коновальчук, Władimir Dmitrijewicz Konowalczuk (ur. 23 listopada 1965) – ukraiński piłkarz, grający na pozycji obrońcy, a wcześniej pomocnika lub napastnika, trener piłkarski.

## Kariera piłkarska

### Kariera klubowa
Karierę piłkarską rozpoczął w zespołach Torpedo Armawir i Tytan Armiańsk. W 1990 został zaproszony do Szachtara Donieck, skąd przeszedł do Krywbasa Krzywy Róg. W 1992 został piłkarzem Kreminia Krzemieńczuk. Latem 1995 roku przeszedł do Worskły Połtawa, ale już we wrześniu 1996 powrócił do Kreminia. Następnego roku przeniósł się do Metałurha Zaporoże, w którym występował do 1999 roku. Potem bronił barw drugoligowych klubów Hirnyk-Sport Komsomolsk i Adoms Krzemieńczuk. W 2002 zakończył karierę piłkarską w drugiej drużynie Kreminia Krzemieńczuk.

## Kariera trenerska
Po zakończeniu kariery piłkarskiej trenował dzieci w szkole piłkarskiej Kremiń-91 Krzemieńczuk. Obecnie pomaga trenować Kremiń Krzemieńczuk.

## Sukcesy i odznaczenia

### Sukcesy klubowe
- brązowy medalista Mistrzostw Ukrainy: 1997